# Droite de Dieu
 (signalé en mai 2025).
Si vous disposez d'ouvrages ou d'articles de référence ou si vous connaissez des sites web de qualité traitant du thème abordé ici, merci de compléter l'article en donnant les références utiles à sa vérifiabilité et en les liant à la section « Notes et références ».
- Archive Wikiwix
- Bing
- Cairn
- DuckDuckGo
- E. Universalis
- Gallica
- Google
- G. Books
- G. News
- G. Scholar
- Persée
- Qwant
- (zh) Baidu
- (ru) Yandex
- (wd) trouver des œuvres sur Wikidata

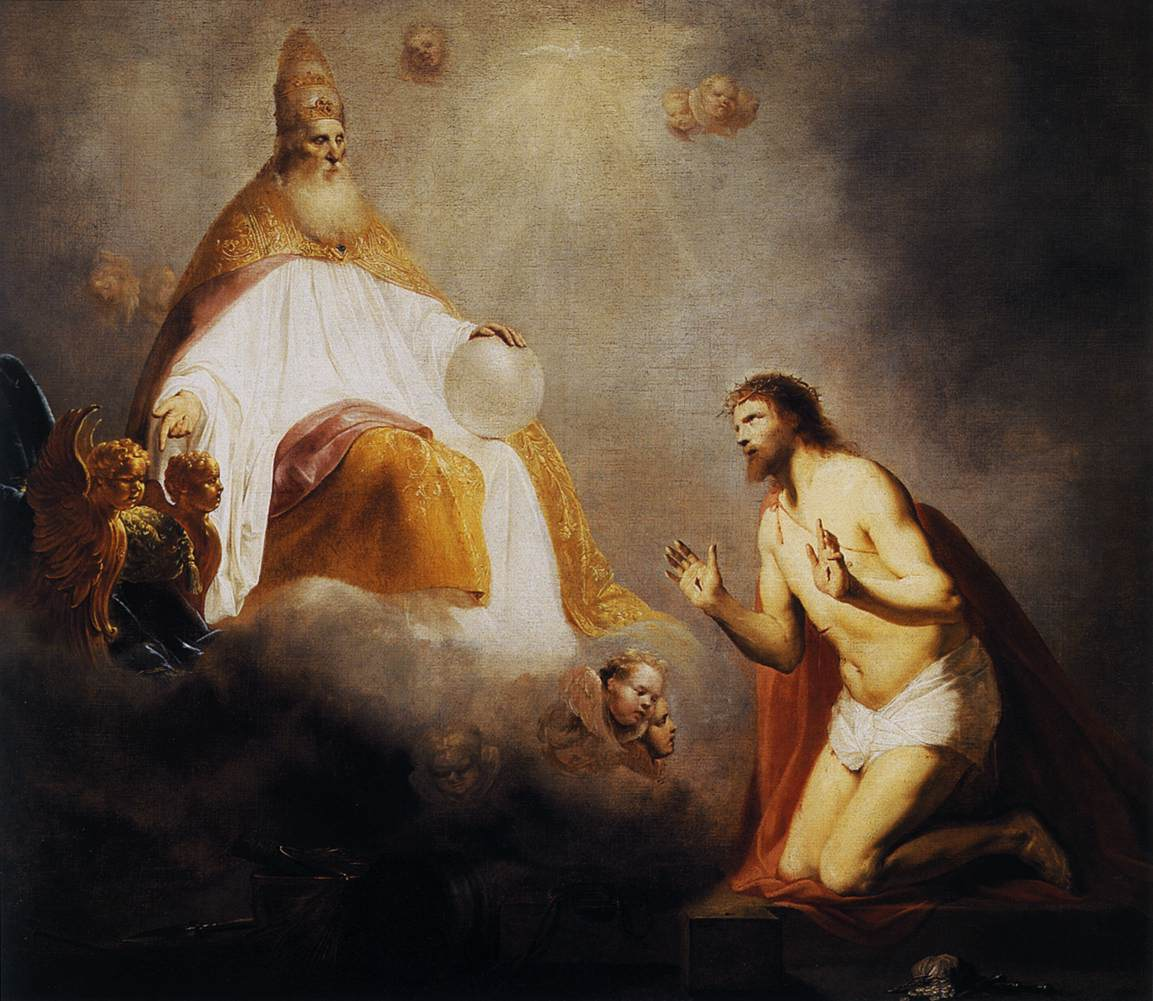
Dieu invitant le Christ à s'asseoir sur le trône à sa Droite (1645) par Pieter de Grebber

La droite de Dieu (Dextera Domini, littéralement « Droite du Seigneur » en latin) est une expression biblique.

## Signification
Elle peut être employée dans la Bible et en tant que discours courant comme métaphore pour l'omnipotence de Dieu et comme motif dans l'art. 
Dans la Bible, être à droite « est être identifié comme étant une place d'honneur particulière ». Dans la parabole de Jésus "Les Brebis et les Boucs", les brebis et les boucs sont séparés avec les brebis à droite de Dieu et les boucs à sa gauche. 
Il s'agit également d'une place aux côtés de Dieu au Paradis, dans la place traditionnelle d'honneur, mentionnée dans le Nouveau Testament en tant que la place du Christ dans Marc 16:19, Luc 22:69, Matthieu 22:44 et 26:64, Actes 2:34 et 7:55, 1 Pierre 3:22 et ailleurs. Ces utilisations reflètent l'utilisation de l'expression dans l'Ancien Testament, par exemple dans Psaumes 63:8 et 110:1. Les implications de cette formulation anthropomorphe a été discuté en détail par les théologiens, incluant Saint Thomas d'Aquin.